# Tachina involuta
Tachina involuta là một loài ruồi trong họ Tachinidae.